# Mostafa Sadiq Al Rafeie
Mostafa Sadiq Al Rafeie (1880 - 1937) fue uno de los poetas y escritores más destacados de la literatura árabe moderna. Nació en Bahtim, Egipto, y se considera una de las figuras literarias más influyentes del siglo XX en el mundo árabe. Se le conoce con el título de "el milagro de la literatura árabe" debido a su destreza literaria, que se refleja tanto en su poesía como en sus obras en prosa.
Al-Rafeie es considerado uno de los poetas más importantes que supo equilibrar la tradición con la modernidad en la poesía árabe. Su estilo literario se caracteriza por un uso impecable del árabe clásico y una profunda reflexión sobre los valores sociales, religiosos y patrióticos.

## Biografía
El padre de Al-Rafeie ocupó el cargo de juez en diversas regiones de Egipto, siendo su último puesto la presidencia del Tribunal legitimo de Tanta. En cuanto a su madre, era de origen sirio, al igual que su padre. Su abuelo, el jeque Al Tawkhí, era un comerciante que organizaba caravanas de comercio entre Egipto y el Levante, y su familia provenía de Alepo. La familia de Al-Rafeie residía en Bahtim, una localidad en la la gobernación de Qalyubia. 

### Su Origen
Mustafá Sadiq ben Abdurrazaq ben Saíd ben Ahmad ben Abdul Qádir Al Rafeie Al Umari nació en enero de 1880 en la casa de su abuelo materno, en la aldea de Bahtim, en la gobernación de Qalyubia, y pasó su vida en Tanta. Su linaje se remonta al califa Umar ibn al-Jattab. 
Al Rafeie ingresó a la escuela primaria en Damanhur, donde su padre trabajaba como juez. Se graduó con distinción en la escuela primaria, pero luego contrajo una enfermedad que se dice fue fiebre tifoidea, que lo dejó postrado en la cama durante varios meses. De esta enfermedad resultó con una lesión en los oídos, y la enfermedad empeoró hasta que perdió completamente la audición a los treinta años.
A pesar de este impedimento, al igual que su contemporáneo Al Áqqad, Al Rafeie no recibió más que el título de educación primaria. Sin embargo, su determinación fue firme, y no dejó que las dificultades lo desanimaran. Con un fuerte espíritu de voluntad, se dedicó al estudio por su cuenta, y fue instruido principalmente por su padre, quien era un destacado miembro de la comunidad judicial.

## Empleo
Fue escritor y tasador de los honorarios de los casos y contratos en el tribunal de Tulkha.

### Vida posterior
Al final, Al Rafeie no continuó mucho tiempo en el ámbito de la poesía, ya que se inclinó hacia la escritura en prosa, que consideraba más adecuada para su estilo. En retrospectiva, su decisión parece haber sido acertada. A pesar de los logros que alcanzó en la poesía y de haber logrado captar la atención del público, no logró superar a los grandes poetas de su tiempo, como Ahmad Sawqi y Hafez Ibrahim, quienes lograron plasmar las emociones y preocupaciones de la gente de su generación de manera más profunda y efectiva.
Probablemente, Al Rafeie fue el primero en levantar una voz de protesta contra la poesía árabe tradicional en nuestra literatura. Decía: "La poesía árabe tiene limitaciones que no le permiten expresar todo lo que quiere decir". Estas limitaciones eran la métrica y la rima. La postura de Al Rafeie contra las restricciones del verso clásico fue una de las más importantes y pioneras en la historia de la literatura árabe. Lo notable de esta postura es que ocurrió alrededor de 1910, antes de que surgieran otros movimientos literarios que propusieran liberar la poesía árabe, parcial o completamente, de la métrica y la rima.
El primer campo al que se adentró Al Rafeie, después de haber estado limitado por la métrica y la rima, fue el de la prosa poética, para expresar sus viejas emociones que llenaban su corazón, sin que esto lo llevara a conductas que pudieran alejarlo de los principios éticos y religiosos que él consideraba esenciales. El segundo campo al que se dedicó Al Rafeie fue el de los estudios literarios, siendo su obra más importante un libro sobre la historia de la literatura árabe, un trabajo de gran valor que probablemente fue el primer libro en su tema publicado en la época moderna, ya que apareció a principios del siglo XX, específicamente en 1911. Posteriormente, Al Rafeie escribió su famoso libro Taht Rayyat Al Quran Bajo el estandarte del Corán, en el que aborda la maravilla del Corán y responde a las opiniones del Dr. Taha Hussein en su conocido libro On Pre-Islamic Poetry En la poesía preislámica.
El último campo en el que se manifestó la genialidad de Al Rafeie y alcanzó su destacada posición en la literatura árabe, tanto contemporánea como clásica, fue el de los artículos. En este ámbito, Al Rafeie se dedicó con pasión en la última parte de su vida, mostrando una creatividad asombrosa. Estos artículos fueron recopilados por él y se publicaron en su libro Wahy Al Kalam La inspiración de la pluma.

## Fallecimiento
El lunes 29 de Safar de 1356 H, equivalente al 10 de mayo de 1937, Al Rafeie se despertó para la oración del alba y luego se sentó a leer el Corán. Durante ese momento, sintió un dolor agudo en el estómago, por lo que tomó un medicamento para aliviarlo. Después, volvió a su lugar de oración. Pasó una hora, luego se levantó y comenzó a caminar, pero cuando llegó al vestíbulo, se desplomó al suelo. Al acercarse su familia, encontraron que había fallecido. Su cuerpo fue trasladado y enterrado después de la oración del mediodía, junto a los restos de sus padres, en el cementerio familiar de Tanta. Mustafa Sadiq Al Rafeie murió a los 57 años.

### Principales obras
- Tárij adáb al-Arab (Historia de las Letras Árabes): Un libro exhaustivo que trata sobre la evolución de la literatura árabe a lo largo de los siglos.
- Wahy al-Qalam (La Inspiración de la Pluma): Una serie de artículos literarios y filosóficos en los que reflexiona sobre temas culturales y sociales.
- Waslimí Ya Misr (Salve, Oh Egipto): Un poema patriótico muy conocido.
- Humat al-Himá (Defensores de la Patria): Una obra literaria que expresa el amor y la devoción hacia la patria.
- Tahat Rayat al-Qur'an (Bajo el estandarte del Corán): Un trabajo que aborda valores religiosos y nacionales.
- Hadith al-Qamar (La Charla de la Luna): Una obra que combina poesía y prosa, mostrando su capacidad para fusionar ambos géneros.